# Gare de Martigné-Ferchaud
La gare de Martigné-Ferchaud est une gare ferroviaire française de la ligne de Châteaubriant à Rennes, située sur le territoire de la commune de Martigné-Ferchaud, dans le département d'Ille-et-Vilaine, en région Bretagne.
Elle est mise en service en 1881 par la Compagnie des chemins de fer de l'Ouest.
C'est une halte voyageurs de la Société nationale des chemins de fer français (SNCF) desservie par des trains express régionaux du réseau TER Bretagne, circulant entre Rennes et Châteaubriant.

## Situation ferroviaire
Établie à 75 mètres d'altitude, la gare de Martigné-Ferchaud est située au point kilométrique (PK) 14,866 de la ligne de Châteaubriant à Rennes, entre les gares ouvertes de Châteaubriant, avant laquelle s'intercale la gare fermée de Noyal-sur-Brutz, et de Retiers.. 
Ancienne gare de bifurcation, elle était l'origine de la ligne de Martigné-Ferchaud à Vitré, déclassée.

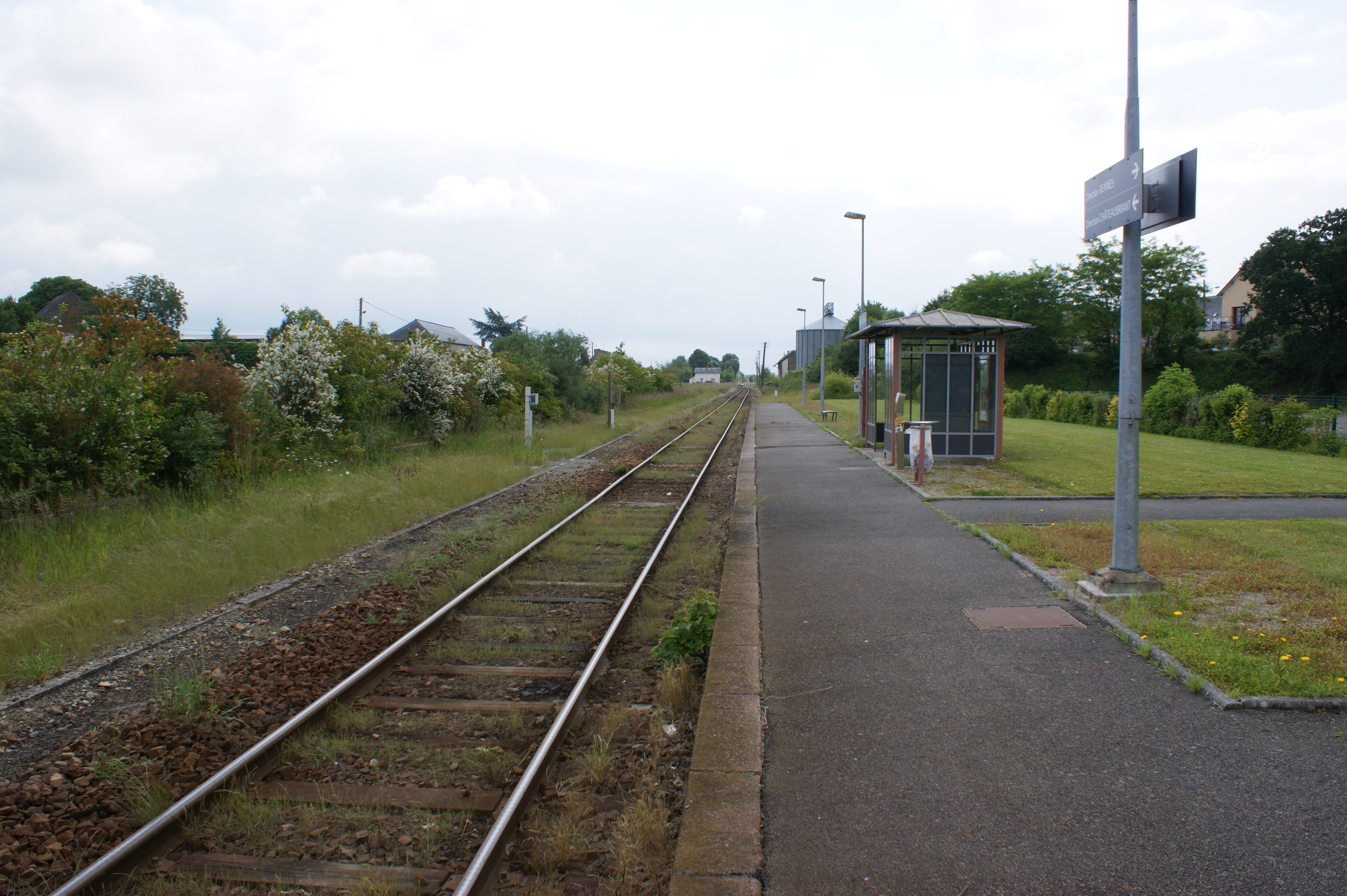
La voie unique et le quai.

## Histoire
La gare de Martigné-Ferchaud est inaugurée et mise en service le 28 décembre 1881 par la Compagnie des chemins de fer de l'Ouest, lorsqu'elle ouvre à l'exploitation la ligne de Châteaubriant à Rennes. Cette première station de la ligne située dans le département d'Ille-et-Vilaine, également la gare d'origine de l'embranchement pour Vitré, a été construite par les services de l'État. 

## Fréquentation
De 2015 à 2023, selon les estimations de la SNCF, la fréquentation annuelle de la gare s'élève aux nombres indiqués dans le tableau ci-dessous.
| Année     | 2015   | 2016   | 2017  | 2018  | 2019  | 2020  | 2021  | 2022   | 2023   |
| --------- | ------ | ------ | ----- | ----- | ----- | ----- | ----- | ------ | ------ |
| Voyageurs | 18 431 | 13 698 | 6 338 | 3 874 | 2 684 | 2 406 | 4 573 | 13 457 | 20 078 |

## Service des voyageurs

### Accueil
Halte SNCF, c'est un point d'arrêt non géré (PANG) à entrée libre, qui dispose d'un quai avec un abri

### Desserte
Martigné-Ferchaud est desservie par des trains TER Bretagne qui circulent entre les gares de Rennes et de Châteaubriant.

### Intermodalité
Un abri pour les vélos est situé près de l'entrée.

## Galerie de photographies

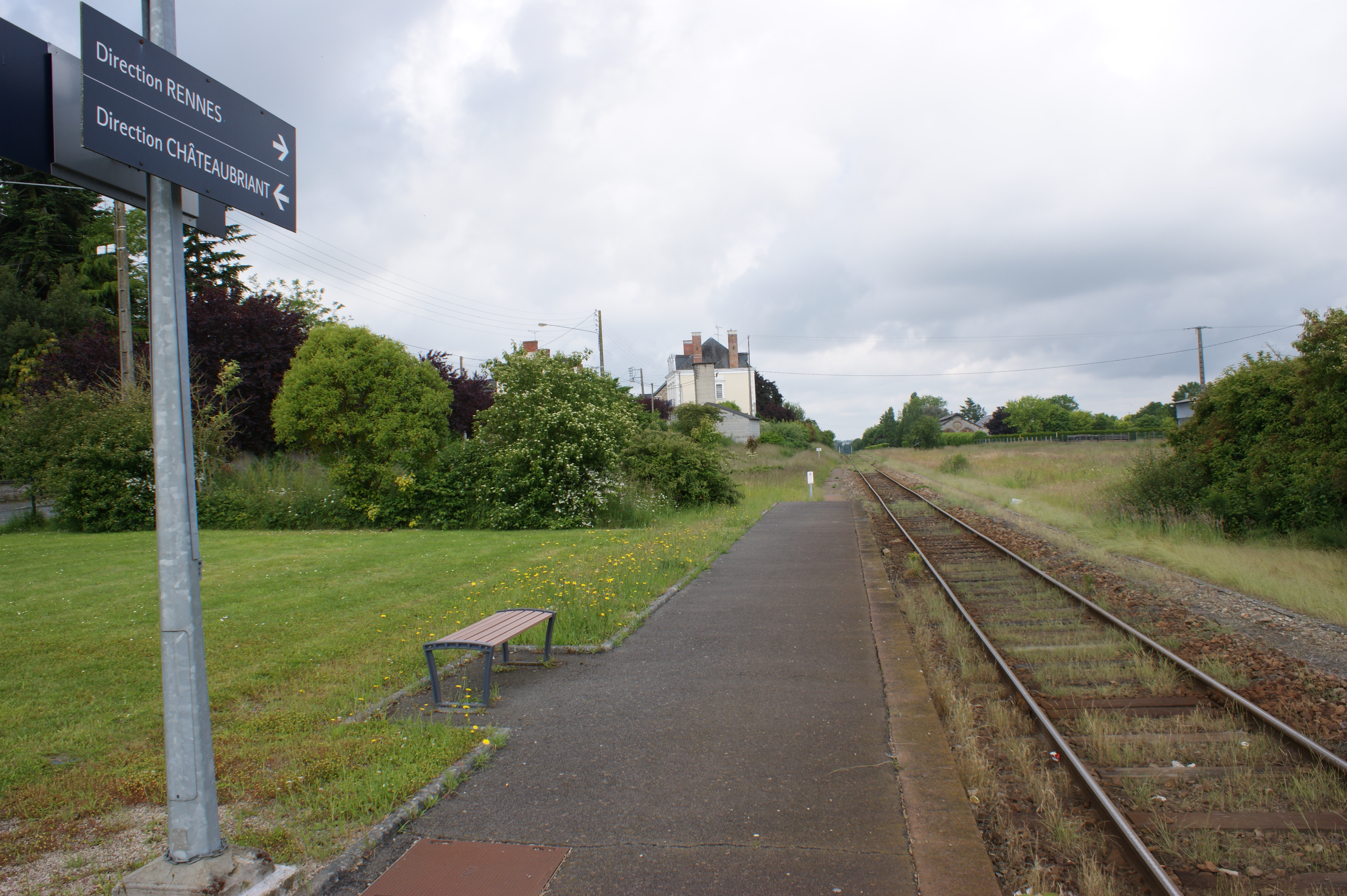
Quai et voie vers Rennes.
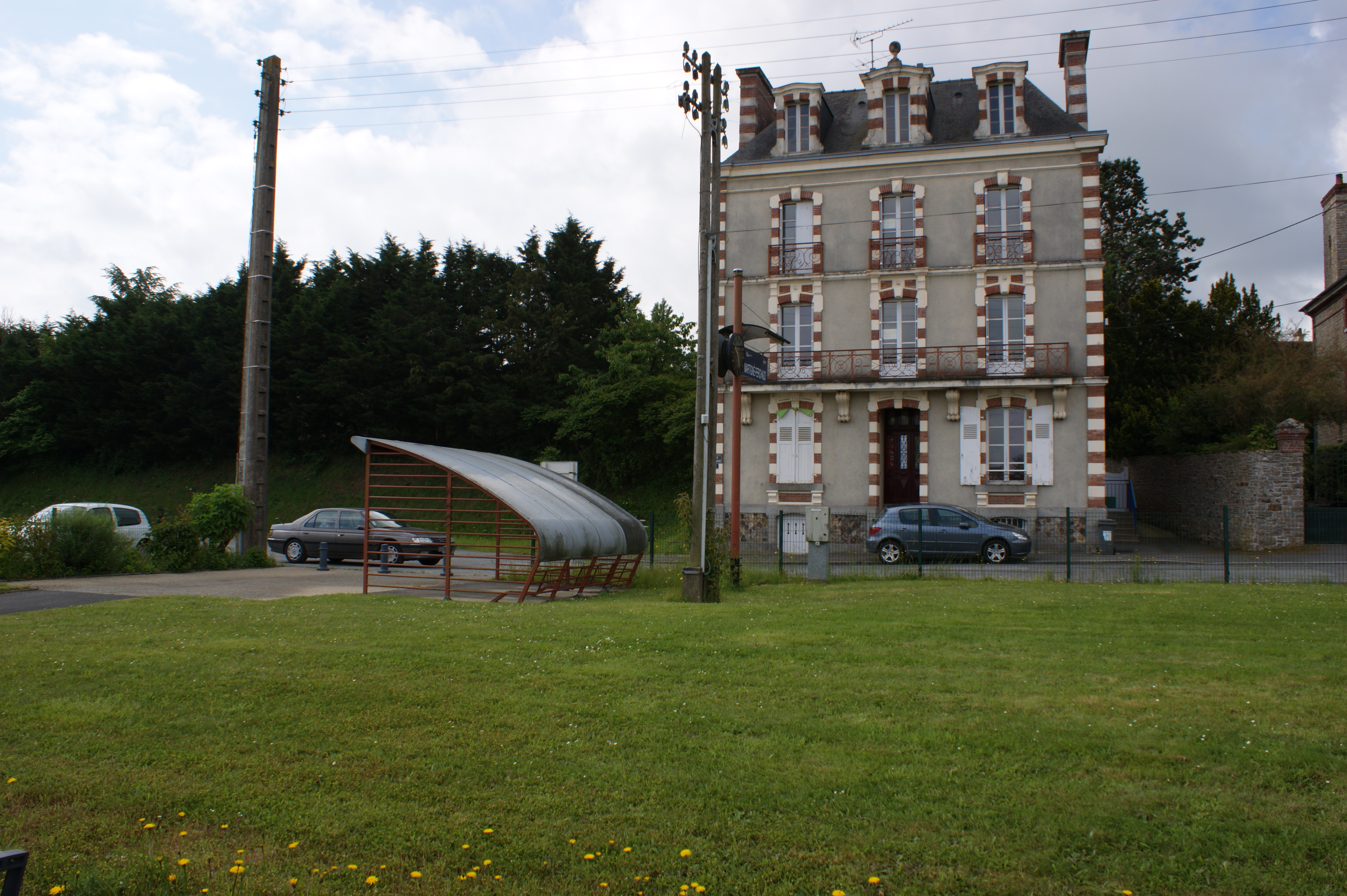
Abri pour vélos près de l'entrée.